# Charakterystyka obciążeniowa
Charakterystyka obciążeniowa - skala służąca do oceny silników, które cechuje stała prędkość obrotowa lub jej zmienność w wąskim zakresie.
Charakterystyki obciążeniowe sporządza się dla silników pracujących przy stałej prędkości obrotowej. Są to wykreślnie przedstawione zależności w układzie współrzędnych. ge,pe przy n=const lub Ge,Ne,przy n=const. Moc użyteczna Ne przyjęta jako moc znamionowa silnika nie odpowiada minimalnej wartości gemin wynika to z tego, że silnik instaluje się z pewnym nadmiarem mocy tak, żeby rzeczywiste obciążenie silnika wynosiło 80-90% obciążenia znamionowego. Na charakterystykach obciążeniowych dodatkowo wykreśla się linie pomocnicze, jedna styczna do linii godzinowego zużycia paliwa, wychodząca z początku układu współrzędnych, punkt styczności wyznacza najmniejsze jednostkowe zużycie paliwa, druga prosta jest styczną do linii jednostkowego zużycia paliwa. Punkt styczności wyznacza w przybliżeniu granice dymienia w silniku to znaczy odpowiada obciążeniu, przy którym pojawiają się w spalinach pierwsze oznaki zadymienia spalin.
Sil ZS-punkt krzywej 2-3 odpowiada najmniejszym wartościom jednostkowego zużycia paliwa, w pkt 3 występuje granica dymienia silnika, w pkt4 silnik osiąga przy dość dużym ge największą moc, po przekroczeniu pkt4 nie ma już wzrostu pe(Ne) mimo znacznego wzrostu ge widoczny jest spadek średniego ciśnienia użytecznego. Na wykres jest naniesione obciążenie największe pemax, które silnik powinien wyzwolić bez szkody dla siebie, jednak w ograniczonym czasie i przy większym zużyciu jednostkowym ge.